# Peter Ebere Okpaleke
Peter Ebere Okpaleke, né le 1er mars 1963, est un prélat catholique nigérian. Évêque d'Ahiara (en) de 2012 à 2018, il est depuis 2020 évêque d'Ekwulobia. Le pape François le créé cardinal le 27 août 2022.

## Biographie
Peter Ebere Okpaleke est né le 1er mars 1963 à Amesi, dans l'État d'Anambra, dans le sud-est du Nigeria. Après avoir fréquenté des écoles locales, il intègre le séminaire Bigard Memorial Major d'Ikot-Ekpene, où il étudie la philosophie et la théologie de 1983 à 1992.
Il est ordonné prêtre pour le diocèse d'Awka le 22 août 1992. Il occupe ensuite diverses responsabilités au sein de son diocèse. Il étudie aussi le droit canon à l'Université pontificale de la Sainte-Croix à Rome. 
Le 7 décembre 2012, le pape Benoît XVI le nomme évêque d'Ahiara (en). Il est consacré évêque de ce diocèse le 21 mai 2013 par Anthony Jean Valentin Obinna, archevêque d'Owerri. Le clergé et les fidèles du diocèse s'opposent à sa nomination et il ne peut jamais entrer en possession de sa charge. La raison à cette opposition est que l'évêque n'est pas de l'ethnie locale. 
Malgré les interventions des cardinaux John Onaiyekan, archevêque d'Abuja et Peter Turkson, président du Conseil pontifical Justice et Paix, l'évêque ne peut exercer sa charge. Le 8 juin 2017, le pape François reçoit en audience une délégation du diocèse. Il impose alors à chaque prêtre du diocèse de lui envoyer une lettre d'excuses. Finalement, le pape accepte la démission de Peter Ebere Okpaleke le 19 février 2018.
Le 5 mars 2020, le pape François érige le diocèse d'Ekwulobia et nomme Peter Ebere Okpaleke premier évêque de ce diocèse. Le 29 mai 2022, il annonce que l'évêque sera créé cardinal lors d'un consistoire le 27 août 2022.